# Noram Cup w biegach narciarskich 2016/2017
Noram Cup w biegach narciarskich 2016/2017 to kolejna edycja tego cyklu zawodów. Rywalizacja rozpoczęła się 10 grudnia 2016 r. w kanadyjskim Sovereign Lake, a zakończy się 5 lutego 2017 r. w Nakkertok, również w Kanadzie.
W poprzednim sezonie tego cyklu najlepszą wśród kobiet była Kanadyjka Dahria Beatty, a wśród mężczyzn najlepszy okazał się jej rodak Andy Shields.

## Kalendarz i wyniki

### Kobiety
| Lp. | Data             | Miejscowość    | Dystans                        | 1. miejsce          | 2. miejsce              | 3. miejsce              |
| --- | ---------------- | -------------- | ------------------------------ | ------------------- | ----------------------- | ----------------------- |
| 1.  | 10 grudnia 2016  | Sovereign Lake | Sprint s. klasycznym           | Julia Kern          | Elizabeth Guiney        | Kaitlynn Miller         |
| 2.  | 11 grudnia 2016  | Sovereign Lake | 10 km s. dowolnym              | Chelsea Holmes      | Katharine Ogden         | Erika Flowers           |
| 3.  | 16 grudnia 2016  | Rossland       | 10 km s. dowolnym              | Chelsea Holmes      | Erika Flowers           | Olivia Bouffard-Nesbitt |
| 4.  | 17 grudnia 2016  | Rossland       | Sprint s. dowolnym             | Erika Flowers       | Olivia Bouffard-Nesbitt | Katherine Stewart-Jones |
| 5.  | 18 grudnia 2016  | Rossland       | 10 km s. klasycznym (handicap) | Chelsea Holmes      | Erika Flowers           | Olivia Bouffard-Nesbitt |
| 6.  | 21 stycznia 2017 | Whistler       | Sprint s. dowolnym             | Dahria Beatty       | Olivia Bouffard-Nesbitt | Katherine Stewart-Jones |
| 7.  | 22 stycznia 2017 | Whistler       | 10 km s. klasycznym            | Emily Nishikawa     | Dahria Beatty           | Maya MacIsaac-Jones     |
| 8.  | 3 lutego 2017    | Nakkertok      | Sprint s. klasycznym           | Maya MacIsaac-Jones | Sophie Carrier-Laforte  | Anne Hart               |
| 9.  | 4 lutego 2017    | Nakkertok      | 10 km s. klasycznym            | Anne Hart           | Sophie Carrier-Laforte  | Maya MacIsaac-Jones     |
| 10. | 5 lutego 2017    | Nakkertok      | 15 km s. dowolnym              | Anne Hart           | Maya MacIsaac-Jones     | Jaqueline Mourão        |

### Mężczyźni
| Lp. | Data             | Miejscowość    | Dystans                        | 1. miejsce               | 2. miejsce                | 3. miejsce               |
| --- | ---------------- | -------------- | ------------------------------ | ------------------------ | ------------------------- | ------------------------ |
| 1.  | 10 grudnia 2016  | Sovereign Lake | Sprint s. klasycznym           | Reese Hanneman           | Cole Morgan               | Benjamin Saxton          |
| 2.  | 11 grudnia 2016  | Sovereign Lake | 15 km s. dowolnym              | Scott Patterson          | Matthew Phillip Gelso     | Tad Elliott              |
| 3.  | 16 grudnia 2016  | Rossland       | 15 km s. dowolnym              | Evan Palmer-Charrette    | Russell Kennedy           | Erik Carleton            |
| 4.  | 17 grudnia 2016  | Rossland       | Sprint s. dowolnym             | Andrew Newell            | Julien Locke              | Evan Palmer-Charrette    |
| 5.  | 18 grudnia 2016  | Rossland       | 15 km s. klasycznym (handicap) | Evan Palmer-Charrette    | Alexis Dumas              | Jack Carlyle             |
| 6.  | 21 stycznia 2017 | Whistler       | Sprint s. dowolnym             | Jesse Cockney            | Julien Locke              | Dominique Moncion-Groulx |
| 7.  | 22 stycznia 2017 | Whistler       | 15 km s. klasycznym            | Andy Shields             | Jesse Cockney             | Evan Palmer-Charrette    |
| 8.  | 3 lutego 2017    | Nakkertok      | Sprint s. klasycznym           | Dominique Moncion-Groulx | Angus Foster              | Russell Kennedy          |
| 9.  | 4 lutego 2017    | Nakkertok      | 15 km s. klasycznym            | Andy Shields             | Ricardo Izquierdo-Bernier | Russell Kennedy          |
| 10. | 5 lutego 2017    | Nakkertok      | 20 km s. dowolnym              | Russell Kennedy          | Jack Carlyle              | David Palmer             |

## Klasyfikacje
| Lp. | Zawodniczka             | Punkty |
| --- | ----------------------- | ------ |
| 1.  | Chelsea Holmes          | 639    |
| 2.  | Katherine Stewart-Jones | 562    |
| 3.  | Emily Nishikawa         | 529    |
| 4.  | Maya MacIsaac-Jones     | 496    |
| 5.  | Anne Hart               | 491    |
| 6.  | Erika Flowers           | 480    |
| 7.  | Olivia Bouffard-Nesbitt | 435    |
| 8.  | Andrea Dupont           | 404    |
| 9.  | Dahria Beatty           | 356    |
| 10. | Frederique Vezina       | 349    |
| 11. | Sophie Carrier-Laforte  | 327    |
| 12. | Sophie Carrier-Laforte  | 301    |
| 13. | Hannah Mehain           | 266    |
| 14. | Jaqueline Mourão        | 245    |
| 15. | Annika Richardson       | 238    |

| Lp. | Zawodnik                  | Punkty |
| --- | ------------------------- | ------ |
| 1.  | Russell Kennedy           | 627    |
| 2.  | Evan Palmer-Charrette     | 548    |
| 3.  | Andy Shields              | 532    |
| 4.  | Jack Carlyle              | 489    |
| 5.  | Moritz Madlener           | 486    |
| 6.  | Dominique Moncion-Groulx  | 403    |
| 7.  | Michael Somppi            | 377    |
| 8.  | Erik Carleton             | 311    |
| 9.  | Ricardo Izquierdo-Bernier | 305    |
| 10. | David Palmer              | 273    |
| 11. | Jesse Cockney             | 268    |
| 12. | Alexis Dumas              | 266    |
| 13. | Bob Thompson              | 250    |
| 14. | Julien Locke              | 229    |
| 15. | Joey Foster               | 217    |